# Декстер Люмис
Сэмюэль Роберт Шоу (англ. Samuel Robert Shaw, род. 17 января 1984, Джексонвилл, Флорида) — американский рестлер. В настоящее время он выступает в WWE на бренде Raw под именем Декстер Люмис (англ. Dexter Lumis). Шоу также известен по выступлениям в Total Nonstop Action Wrestling под своим настоящим именем, где он является бывшим победителем TNA Gut Check.

## Ранняя жизнь
Шоу родился 17 января 1984 года в Джексонвилле, Флорида. Он учился в средней школе Аллена Д. Низа в Сент-Огастине, Флорида, и окончил Колледж искусства и дизайна в Саванне в 2006 году. Шоу отправился в Орландо, чтобы работать иллюстратором в Universal Studios, после чего вернулся в свой родной город Джексонвилл и начал работать в Riverside Arts Market, рисуя карикатуры и занимаясь побочным бизнесом, рисуя изображения домашних питомцев людей на рождественских украшениях.

## Карьера в рестлинге

### WWE

#### NXT (2019—2022)
11 февраля 2019 года было объявлено, что Шоу подписал контракт с WWE и что он будет готовиться в WWE Performance Center. Он дебютировал на домашнем шоу NXT 16 марта, проиграв Фабиану Айхнеру. После дебюта под своим настоящим именем, в июне его имя было изменено на Декстер Люмис. В том же месяце было объявлено, что Люмис будет участвовать в турнире под названием NXT Breakout Tournament. В эпизоде NXT от 17 июля Люмис проиграл в первом раунде турнира Бронсону Риду. В эпизоде NXT от 25 марта 2020 года был показан ролик, рекламирующая возвращение Люмиса. На следующей неделе он победил Джейка Атласа. В эпизоде NXT от 22 апреля он помог Вельветин Дриму победить «Неоспоримую эру» в командном матче матче после того, как партнер Дрима, Кит Ли, был выбит Дамианом Пристом, утвердив себя в качестве фейса. В эпизоде NXT от 6 мая Люмис снова попытался помочь Дриму в его матче за звание чемпиона NXT против Адама Коула, но случайно атаковал рефери, тем самым лишив Дрима победы и титула.

На эпизоде NXT от 3 июня Люмис представил новый элемент своего образа — художника: он достал мольберт и нарисовал эскиз, изображающий себя за рулем автомобиля, на заднем сиденье которого заперта «Неоспоримая эра». Это привело к тому, что Люмис получил прозвище «Мучимый художник». На TakeOver: In Your House Люмис вмешался в матч Backlot Brawl между Коулом и Дримом, напав на Родерика Стронга и Бобби Фиша, бросив их на заднее сиденье автомобиля и уехав с ними. На эпизоде NXT от 10 июня Люмис проиграл Коулу в матче без титула после того, как Стронг и Фиш отвлекли его внимание. После матча Люмис напал на Стронга и погнал его в подсобку. На эпизоде NXT от 1 июля, The Great American Bash, Люмис победил Стронга в матче c ременём. В эпизоде NXT от 29 июля Люмис победил Тимоти Тэтчера и Финна Балора, чтобы получить возможность стать чемпионом Северной Америки NXT на NXT TakeOver XXX. Однако он получил травму лодыжки, из-за чего был снят с матча.
17 августа 2021 года Инди Хартвелл сделала предложение Люмису после того, как пара выиграла матч на NXT, и Люмис принял предложение. Люмис и Хартвелл сыграли свадьбу на выпуске NXT от 14 сентября. Во время церемонии Люмис задушил священника, позволив недавно рукоположенной Бет Феникс взять на себя роль священника. Люмис также произнес свои первые слова в WWE, сказав «Да» (англ. I do). В эпизоде NXT от 7 декабря «Путь» расформировался после того, как Джонни Гаргано решил уйти из WWE по истечении срока контракта. 29 апреля 2022 года Шоу был освобожден от контракта с WWE.

### Независимая сцена (2022)
Шоу впервые после ухода из WWE выступил 11 июня 2022 года на PPV-шоу National Wrestling Alliance Alwayz Ready. Он участвовал в матче за вакантный титул чемпиона мира NWA в тяжёлом весе против Тревора Мёрдока, Ника Алдиса и Тома Латимера; победу одержал Мёрдок. Два дня спустя он победил Меркурио в эпизоде NWA USA.
26 июня 2022 года Шоу выступил в USA Pro Wrestling, победив Райзина на шоу USA Pro Wrestle War 2022.

### Возвращение в WWE (2022—н.в.)
Люмис вернулся в WWE 8 августа 2022 года в эпизоде Raw. Его возвращению предшествовали тонкие отсылки, такие как поломка автомобиля во время закулисного сегмента, а также полицейские, бегущие к источнику проблем. Его можно было увидеть в толпе в конце главного события между Эй Джей Стайлзом и Мизом, где полицейские арестовали его и увезли.

## Титулы и достижения
- Full Throttle Pro Wrestling
  - Чемпион FTPW (1 раз)[20]
- Ohio Valley Wrestling
  - Южный командный чемпион OVW (2 раза) — с Алексом Сильвой[21]
- Pro Wrestling Illustrated
  - № 142 в топ 500 рестлеров в рейтинге PWI 500 в 2021[22]
- Total Nonstop Action Wrestling
  - Победитель TNA Gut Check[23]
- Tried-N-True Pro
  - Чемпион TNT (1 раз, первый)[24]
  - Турнир за титул чемпиона TNT (2017)
- United States Wrestling Alliance
  - Чемпион USWA (1 раз)[25]
- Vintage Wrestling
  - Чемпион Vintage в тяжёлом весе (3 раза)[26]
- Wrestling Observer Newsletter
  - Худшая вражда года (2022) — против Миза